# Museo Agostinelli
Il Museo Agostinelli è un museo privato sito nella frazione di Dragona, vicino alla borgata di Acilia, a Roma.
Nasce dalla raccolta durata tutta la vita del collezionista Domenico Agostinelli, nato a Campli nel 1940 e trasferitosi a Roma dal 1959.
Il museo contiene 60000 oggetti della cultura popolare suddivisi e classificati in quattrocentocinquanta collezioni, da quella dei bottoni a quella dei denti umani, da quella degli autografi a quella dei cavastivali.
Il Museo Agostinelli e il suo fondatore sono citati nel libro A immaginare una vita ce ne vuole un'altra di Elena Stancanelli, in cui si racconta anche parte della storia delle sue collezioni.